# Danh sách sân bay tại Liberia
Dưới đây là danh sách sân bay tại Liberia, được sắp xếp theo vị trí.

## Sân bay
Tên in đậm cho biết sân bay có các chuyến bay thương mại theo lịch.
| Thành phố phục vụ | ICAO | IATA | Tên sân bay              |
| ----------------- | ---- | ---- | ------------------------ |
| Buchanan          | GLBU | UCN  | Sân bay Buchanan         |
| Buchanan          | GLLB |      | Sân bay Lamco            |
| Harper            | GLCP | CPA  | Sân bay Cape Palmas      |
| Foya              |      | FOY  | Sân bay Foya             |
| Greenville        | GLGE | SNI  | Sân bay Greenville/Sinoe |
| Monrovia          | GLRB | ROB  | Sân bay quốc tế Roberts  |
| Monrovia          | GLMR | MLW  | Sân bay Spriggs Payne    |
| Nimba             | GLNA | NIA  | Sân bay Nimba            |
| Sasstown          | GLST | SAZ  | Sân bay Sasstown         |
| Tchien            | GLTN | THC  | Sân bay Tchien           |
| Voinjama          | GLVA | VOI  | Sân bay Voinjama         |